# Giấy Tuyên
Giấy Tuyên (giản thể: 宣纸; phồn thể: 宣紙; bính âm: xuānzhǐ, Hán-Việt: Tuyên chỉ) hay giấy huyện Kính (giản thể: 泾县纸; phồn thể: 涇縣紙; bính âm: jīngxiànzhǐ, Hán-Việt: Kính huyện chỉ) là một loại giấy có nguồn gốc ở Trung Quốc cổ đại, được sử dụng để viết và vẽ. Giấy Tuyên nổi tiếng mềm mại và kết cấu mịn màng, phù hợp để truyền tải biểu cảm nghệ thuật cho cả thư pháp và hội họa Trung Hoa. Tại Trung Quốc người ta coi giấy Tuyên là vua của các loại giấy và là loại giấy bền nghìn năm (纸中之王,千年寿纸 - chỉ trung chi vương, thiên niên thọ chỉ). Tháng 8 năm 2002 giấy Tuyên được chính quyền Trung Quốc bảo hộ chỉ dẫn địa lý quốc gia.